# 173 هـ
173 هـ هي سنة في التقويم الهجري امتدت مقابلةً في التقويم الميلادي بين سنتي 789 و790.

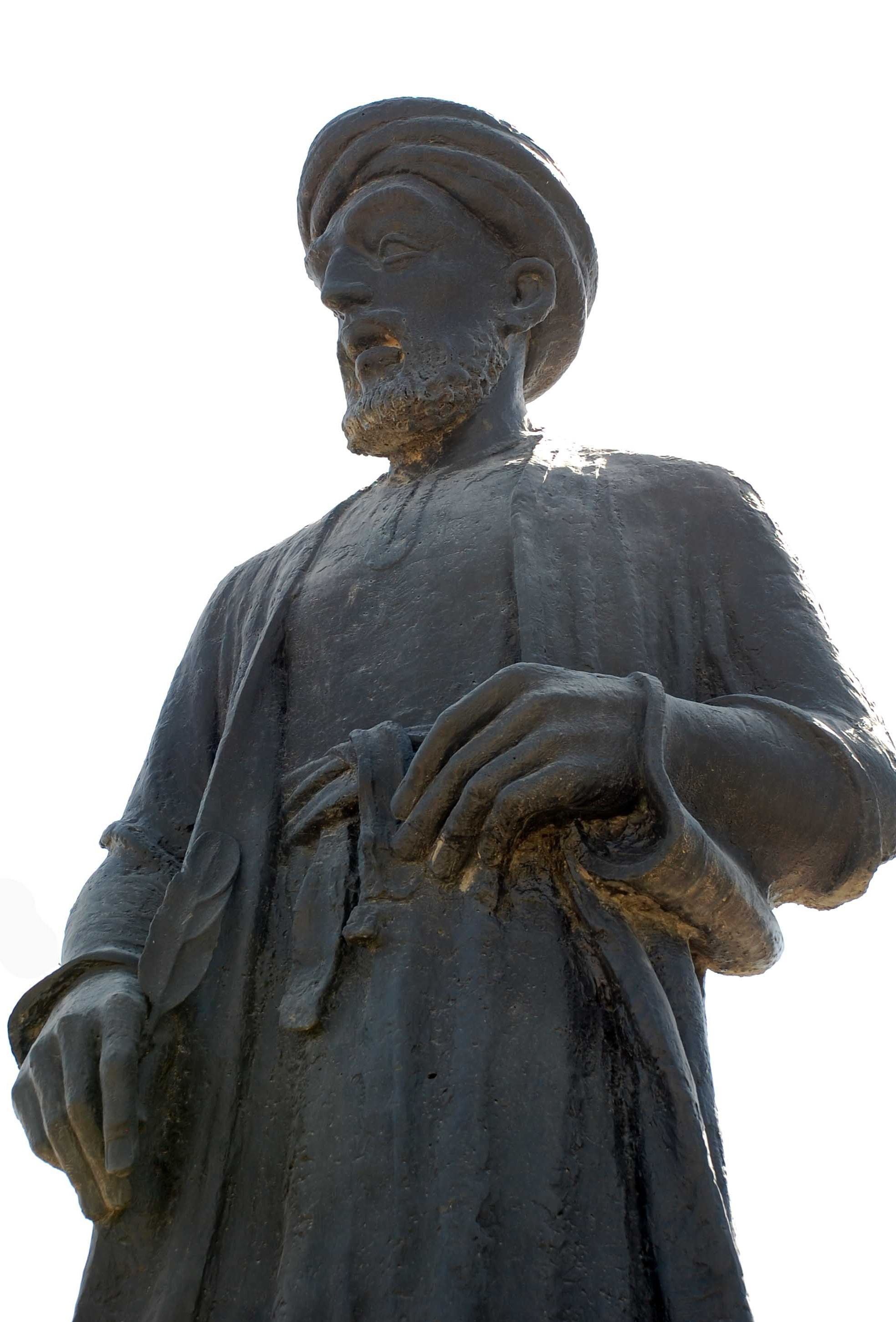
الخليل بن أحمد الفراهيدي

## مواليد
- ابن الزيات (وزير)
- القاسم بن الرشيد
- زرياب

## وفيات
- أبو جعفر الفارسي
- إسماعيل الحميري
- سلام بن أبي مطيع
- جمادى الثاني - الخليل بن أحمد الفراهيدي العالم النحوي، واضع علم العروض. (ولد عام 100 هـ).
- جمادى الثاني - الخيزران بنت عطاء، وهي زوجة الخليفة العباسي المهدي، ووالدة هارون الرشيد والهادي.